# Liste der Biografien/Puz
Liste der Biografien |
Portal Biografien |
Personensuche
# |
A |
B |
C |
D |
E |
F |
G |
H |
I |
J |
K |
L |
M |
N |
O |
P |
Q |
R |
S |
T |
U |
V |
W |
X |
Y |
Z |
?
 
Pa |
Pc |
Pe |
Pf |
Ph |
Pi |
Pj |
Pk |
Pl |
Pm |
Pn |
Po |
Pr |
Ps |
Pt |
Pu |
Pv |
Pw |
Py
 
Pua |
Pub |
Puc |
Pud |
Pue |
Puf |
Pug |
Puh |
Pui |
Puj |
Puk |
Pul |
Pum |
Pun |
Puo |
Pup |
Pur |
Pus |
Put |
Puu |
Puv |
Puy |
Puz
Die Liste der Biografien führt alle Personen auf, die in der deutschsprachigen Wikipedia einen Artikel haben. Dieses ist eine Teilliste mit 22 Einträgen von Personen, deren Namen mit den Buchstaben „Puz“ beginnt.

## Puz

### Puza
- Puza, Richard (* 1943), österreichischer katholischer Kirchenrechtler
- Pużak, Kazimierz (1883–1950), polnischer sozialistischer Politiker, Mitglied des Sejm

### Puzb
- Puzberg, Günter (* 1945), deutscher Theologe und Lieddichter

### Puzd
- Puzder, Andrew (* 1950), US-amerikanischer Manager, CEO der CKE-Restaurants

### Puzi
- Puzić, Ivan (* 1996), kroatischer Eishockeyspieler
- Puzicha, Gert (1944–2012), deutscher Boxer
- Puzicha, Michaela (* 1945), deutsche Benediktinerin, Theologin und Ordenshistorikerin
- Puzila, Anton (* 1987), belarussischer Fußballspieler
- Puzila, Szjapan (* 1998), belarussischer Journalist, Blogger, Filmemacher, Fernsehmoderator und Gründer des Medienprojekts Nexta
- Puzio, Anna (* 1994), deutsche Philosophin, Theologin und Germanistin

### Puzk
- Puzko, Alexander Alexandrowitsch (* 1993), russischer Fußballspieler
- Puzko, Oleksandr (* 1981), ukrainischer Skilangläufer

### Puzo
- Puzo, Mario (1920–1999), US-amerikanischer Krimi-SchriftstellerMario Puzo (1920–1999)

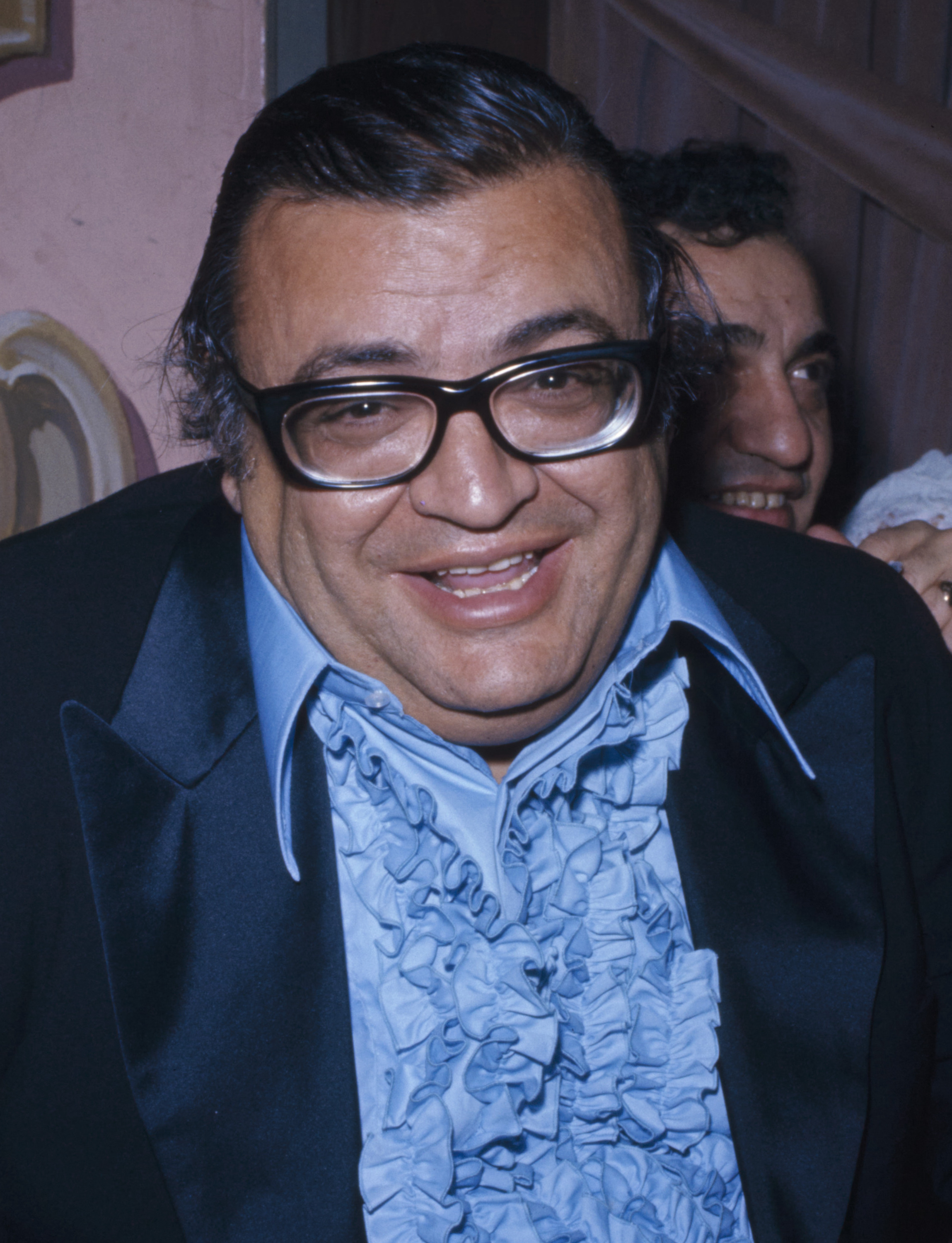
Mario Puzo (1920–1999)

- Puzović, Mirko (* 1956), jugoslawischer Boxer

### Puzr
- Puzrin, Alexander (* 1965), Schweizer Hochschullehrer, Professor für Geotechnik
- Puzrla, Milan (1946–2021), tschechoslowakischer Radsportler

### Puzs
- Puzsér, Róbert (* 1974), ungarischer Publizist, Moderator, Redakteur und Gesellschaftskritiker

### Puzu
- Pužulis, Rolands (* 1990), lettischer Biathlet
- Puzur-Aššur III., assyrischer König
- Puzur-Inšušinak, elamitischer König
- Puzur-Sin (1639 v. Chr.–1628 v. Chr.), assyrischer König

### Puzy
- Puzyna de Kosielsko, Jan (1842–1911), polnischer Kardinal und Bischof von Krakau